# وو يوي
وو يوي (بالصينية: 吳樾) هو مغني وممثل صيني، ولد في 25 أبريل 1976 في الصين.

## وصلات خارجية
- وو يوي على موقع IMDb (الإنجليزية)
- وو يوي على موقع قاعدة بيانات الفيلم (الإنجليزية)